# Twenty Questions
Twenty questions, ook wel bekend in modernere varianten met namen als Personen raden of Raad de persoon, is een oud en simpel gezelschapsspel. Ook zijn er mogelijkheden om het spel te spelen op een mobiele telefoon  of met / tegen onbekende deelnemers/spelers op het internet of tegen een computer.
Doel van het spel is  een persoon, beroep, dier etc te raden. Dit thema (persoon, beroep e.d) wordt door een of enkele spelers bedacht. Dan mogen een beperkt, van tevoren bepaald aantal (aanvankelijk 20) vragen worden gesteld door de andere speler(s). Deze vragen worden slechts met ja of nee beantwoord. Het spel wordt gespeeld met minimaal drie spelers.

## Oorsprong
De Amerikaanse variant van Twenty Questions is voor het eerst beschreven en gespeeld in de 19e eeuw. Grote bekendheid kreeg het spel in de jaren 40 van de twintigste eeuw toen het op zowel de Amerikaanse radio als op televisie gespeeld werd.

## Varianten
De Nederlandse radioversie van Twenty Questions werd vanaf 1952 door de VARA gebracht als Het hangt aan de muur en het tikt, met een panel onder leiding van Ary van Nierop en verder onder meer Bob Spaak en Gerda Brautigam, als vast  onderdeel van het avondprogramma showboat.
Het spel 'Personen raden' is een van de vele varianten die in de loop van de tijd ontstaan zijn. Andere varianten zijn Raad het beroep, Wie of wat ben ik en Time's Up die ook dezelfde spelmogelijkheden bieden.
Soms is een speler de "rader" en bepalen de overige spelers de te raden persoon (of dier, of beroep etc). In andere gevallen bedenkt een speler de te raden persoon  en moeten de overige spelers deze raden.